# كلاوديو سيلفيرا سيلفا
كلاوديو سيلفيرا سيلفا (بالإسبانية: Claudio Silveira Silva)‏ هو رسام وكاتب أوروغواياني، ولد في 1939 في ريو برانكو في الأوروغواي، وتوفي في 2007 في برشلونة في إسبانيا.